# Лыскун, София Валерьевна
София Валерьевна Лыскун (укр. Софія Валеріївна Лискун; род. 7 февраля 2002, Луганск) — украинская прыгунья в воду. Чемпионка Европы 2018 года в командных соревнованиях и 2019 года в прыжках с вышки.

## Карьера
С чемпионата Европы 2017 года привезла одну бронзовую медаль по синхронному прыжку с вышки в женском разряде.
На Чемпионате Европы по водным видам спорта в Глазго в 2018 году стала чемпионкой Европы в командных соревнованиях.
В мае 2021 года на чемпионате Европы, который состоялся в Венгрии, в Будапеште, София в синхронный прыжках с вышки в паре с Ксенией Байло завоевала бронзовую медаль чемпионата Европы. 